# 刺蕊草
刺蕊草（学名：Pogostemon glaber）为唇形科刺蕊草属下的一个种。

## 扩展阅读
- 維基物種上的相關：刺蕊草